# 34544 Omarsanreyes
34544 Omarsanreyes è un asteroide della fascia principale. Scoperto nel 2000, presenta un'orbita caratterizzata da un semiasse maggiore pari a 2,2503069 au e da un'eccentricità di 0,1079877, inclinata di 7,31443° rispetto all'eclittica.